# نموذج نيس

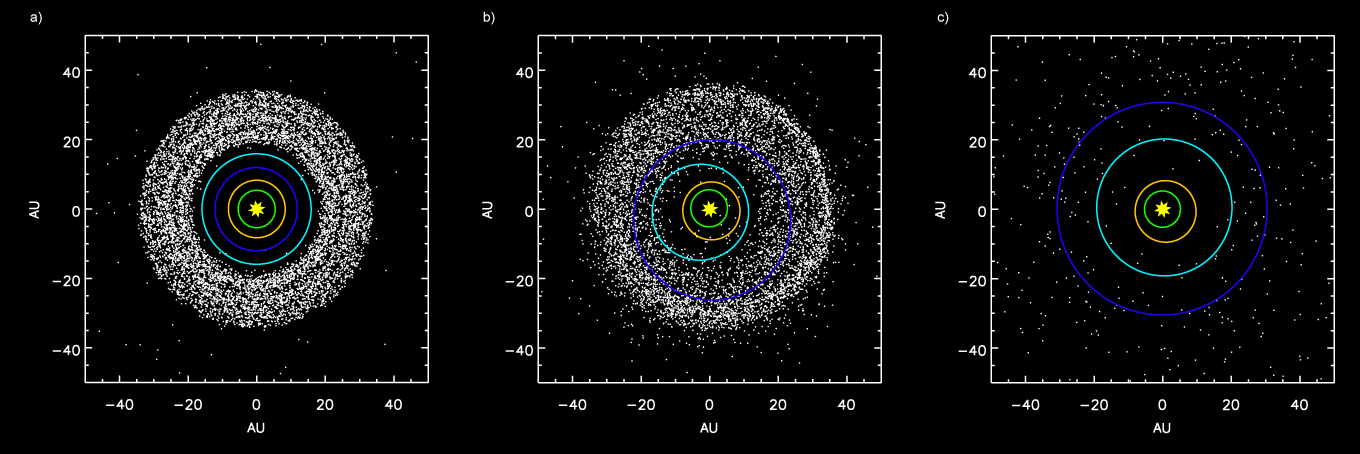
محاكاة تُظهر حزام كايبر والكواكب الخارجية: - أ - قبل أن يصل مقياس رنين زحل إلى 1:2 بالنسبة للمشتري. - ب -تبعثر أجرام حزام كايبر بعد هجرة نبتون. - جـ -بعد قذف أجرام حزام كايبر بواسطة المشتري.

نموذج نيس هو نموذج (مخطط) لتشكل وتطور المجموعة الشمسية وحل الألغاز المتعلقة بتشكل الكواكب. وقد تم تسميته نسبة لموقع مرصد كوت دازور في نيس، فرنسا، حيث تم تطويره في البداية. يقترح نموذج نيس هجرة الكواكب العملاقة من تكوينها المدمج الأولي إلى موقعها الحالي بعد فترة طويلة من تبدد غاز قرص الكواكب الأولية. بهذا الوصف يختلف نموذج نيس عن النماذج السابقة لتكون النظام الشمسي. وتستخدم هذه الهجرة الكوكبية في المحاكاة الديناميكية للنظام الشمسي لشرح الأحداث التاريخية بما في ذلك القصف الشديد في وقت متأخر من النظام الشمسي الداخلي،وتشكل سحابة أورط ووجود جمهرة من الأجسام الشمسية الصغيرة بما في ذلك حزام كايبر، و طروادة نبتون والمشتري، والعديد من الأجسام النبتونية الرنانة التي يسيطر عليها نبتون.
نجاح نموذج نيس في استنساخ العديد من ملامح التي رصدت في النظام الشمسي يعني أنه مقبول على نطاق واسع باعتباره النموذج الحالي الأكثر واقعية للتطور المبكر للنظام الشمسي، على الرغم من أن نموذج نيس ليس النموذج المفضل عالميا بين علماء الكواكب حيث كشفت الأبحاث في وقت لاحق عن عدد من الاختلافات بين توقعات نموذج نيس الأصلية وعمليات رصد النظام الشمسي الحالي، على سبيل المثال مدارات الكواكب الأرضية والكويكبات، مما أدى إلى تعديله.

## الوصف

مثال نموذج نيس محاكاة لمواقع الكواكب العملاقة في النظام الشمسي وتأثير الرنين المتبادل 2: 1 في خط منقط.

المصدر الأصلي لنموذج نيس هو ثلاثة بحوث نشرت في مجلة العلوم العامة مجلة الطبيعة في عام 2005 من خلال تعاون دولي بين العلماء: رودني غوميز، هارولد واو يفيسون، أليساندرو موربيديلي وكليومينيس تسيغانيس.
في هذه المنشورات، اقترح المؤلفون الأربعة أنه بعد تبدد الغاز والغبار من قرص النظام الشمسي البدائي كانت الكواكب العملاقة الأربعة (كوكب المشتري وزحل وأورانوس ونبتون) أصلا في مدارات شبة دائرية بين ~ 5.5 و ~ 17 وحدة فلكية ، ومتقاربة أكثر مما هي عليه في الوقت الحاضر. وهناك قرص كبير وكثيف من الكواكب المصغرة الصخرية والثلجية والمواد المتطايرة مجموع كتلتها حوالي 35 كتلة أرضية، تمتد من مدار الكوكب الخارجي العملاق إلى نحو 35 وحدة فلكية.
أدرك العلماء القليل جدا عن كيفة تشكل أورانوس ونبتون وصرح هارولد واو يفيسون، "... الاحتمالات المتعلقة بطريقة تشكل أورانوس ونبتون لا نهاية لها تقريبا. ومع ذلك أقترح أن هذا النظام الكوكبي تطور على النحو التالي: الكواكب المصغرة الموجودة على الحافة الداخلية للقرص تمر أحيانا من خلال لقاءات جاذبية مع الكوكب الخارجي العملاق الذي يغير مدارات الكوكب الأرضية. وتبعثر الكواكب معظم الأجسام الجليدية الصغيرة التي تواجهها في الداخل وتتبادل الزخم الزاوي مع الأجسام المتناثرة بحيث تتحرك الكواكب استجابة لذلك إلى الخارج، وتحافظ على الزخم الزاوي للنظام. ثم تنتشر هذه الكواكب المصغرة بالمثل عندما تواجة الكوكب التالي، وتتحرك على التوالي مدارات أورانوس ونبتون وزحل إلى الخارج . هذه الظاهرة هي المفتاح الأساسي لفهم نموذج نيس، فعندما يتم المشتري ثلاث دورات حول الشمس، فإن زحل يتم دورتين حولها، وهذا يعني أن التأثير المتبادل بين الكوكبين يزداد بمعدل عشرة أضعاف أي أن مدار كل منهما يصبح مضطرب ويعود كل منهما إلى مكانه الذي يوجد فيه الآن .ويتماشى هذا السيناريو تماماً من الناحية الفيزيائية مع برامج المحاكاة.
ويحكم انخفاض معدل المواجهات المدارية ومعدل فقدان الكواكب المصغرة من القرص ومعدل الهجرة المقابل. وبعد عدة مئات الملايين من السنين من الهجرة التدريجية البطيئة سيتقاطع كوكب المشتري وزحل في رنين مداري متبادل متوسط 1: 2 هذا الرنين يزيد من الانحرافات المدارية وزعزعة استقرار النظام الكوكبي بأكمله ويتغير ترتيب الكواكب العملاقة بسرعة وبشكل كبير. وفي نهاية المطاف، تصل الكواكب العملاقة إلى نصف المحور الرئيسي لمدارتها الحالية، ويخفف الاحتكاك الديناميكي مع قرص الكواكب المصغرة المتبقية من إنحراف مداراتهم ويجعل مدارات أورانوس ونبتون دائرية مرة أخرى.
ويتبادل نبتون وأورانوس أيضا الأماكن وذلك في حوالي 50٪ من النماذج الأولية لتسيغانيس وزملاؤه. تبادل أورانوس ونبتون يكون متناغم مع نماذج تشكلهما في القرص الذي انخفضت كثافة سطحة ببعد المسافة عن الشمس، ويتوقع أن تنخفض أيضا كتل الكواكب ببعد المسافة عن الشمس.

### روابط خارجية
- رسم متحرك لنموذج نيس
- حل مآزق النظام الشمسي بسيط: فقط تقلّب موقعي أورانوس ونبتون